# Bataille de Birak (2011)
Pour les articles homonymes, voir Bataille de Birak.
Guerre civile libyenne
Batailles
- 1re Benghazi
- El Beïda
- Derna
- 1re Tripoli
- Misrata
- 1re Zaouïa
- Djebel Nefoussa (1re Dehiba
- 2e Dehiba
- Gharyan)
- 1re Brega
- 1re Ras Lanouf
- 1re Ben Jawad
- 2e Ras Lanouf
- 2e Brega
- 1re Ajdabiya
- 2e Benghazi
- 2e Ajdabiya
- 1re golfe de Syrte
- 3e Brega
- Al Jawf
- Front de Misrata (Zliten
- Tawarga
- 2e Zaouïa
- 4e Brega
- Fezzan
- Birak)
- 5e Brega
- 3e Zaouïa
- 2e Tripoli
- 2e Sebha
- 2e golfe de Syrte (Syrte)
- Offensive de Bani Walid (Tarhounah - Bani Walid)

- Intervention militaire de l’OTAN
- Opération Ellamy (Royaume-Uni)
- Opération Harmattan (France)
- Opération Odyssey Dawn (États-Unis)
- Opération Mobile (Canada)

La bataille de Birak de la guerre civile libyenne oppose les forces loyalistes aux forces rebelles depuis le 14 septembre 2011.

## Déroulement
Le 14 septembre, Le CNT déclare attaquer avec plus de 500 hommes la ville de Birak. Les premiers combats ont lieu dans la base aérienne militaire de Birak qui se trouve à 50 km au nord de Sebha. Le commandant de l'opération Ahamda Almagri déclare avoir capturé 2 loyalistes et que 70 loyalistes se sont enfuis de la base aérienne militaire après que les rebelles l'ait capturée.
Le 15 septembre les rebelles entrent en pleine ville et se battent dans des combats de rue.
Le 16 septembre les forces rebelles déclarent avoir pris le contrôle de la ville.